# Shri
Shri (лат.) — род тероподных динозавров из подсемейства велоцирапторин (Velociraptorinae) семейства дромеозаврид (Dromaeosauridae), живших во времена позднемеловой эпохи на территории современной Монголии.
Типовой вид Shri devi описан Аланом Тёрнером и соавторами в 2021 году по неполному посткраниальному скелету, обнаруженному в барунгойотской свите. Впоследствии к этому же виду был отнесён образец, включающий череп и кости задней конечности. В 2025 году Леа Мутриль и её коллеги описали вид Shri rapax из джадохтской свиты, остатки которого представлены почти полным скелетом, включая ныне утерянный череп.

## История изучения
Образец IGM 100/980, впоследствии назначенный голотипом вида Shri devi, был найден во время совместной гобийской экспедиции Монгольской академии наук и Американского музея естественной истории. 5 июля 1991 года Марк Норелл, один из американских руководителей экспедиции, обнаружил остатки небольшого теропода в отложениях местнонахождения Хульсан, относящихся к барунгойотской свите. Эти отложения обычно считаются кампанскими, однако некоторые авторы указывают кампанско-маастрихтский возраст. Экземпляр состоит из частичного сочленённого скелета без черепа. Сохранилось 8 шейных позвонков, шейные рёбра, 13 крестцовых позвонков, 8 хвостовых позвонков, 5 шевронов, а также кости таза, правой задней конечности и левого тибиотарзуса. Кости образца разделены на два блока и частично сочленены.
Норелл дал находке неофициальное название «Ichabodcraniosaurus» в статье, опубликованной в 1996 году. Название относилось к герою рассказа американского писателя Вашингтона Ирвинга «Легенда о Сонной Лощине» Икабоду Крейну. Марк Норелл отметил, что в результате раскопок, проведённых им и Алтангэрэлийн Пэрлэ в условиях песчаных бурь, череп динозавра так и не удалось отыскать. Препаровкой окаменелости занимались Майк Эллисон, Мэрилин Фокс и Джасти Элиси. В 1992 году в научной литературе была опубликована краткая информация о находке. Однако до 2002 года оставалось неясным, какой именно экземпляр упоминается под именем «Ichabodcraniosaurus», пока Марк Норелл не сделал уточнение в электронной рассылке Dinosaur Mailing List.
В 1999 году выдвигалось предположение, что остатки костей могут принадлежать велоцираптору (Velociraptor mongoliensis). В 2008 году в своей диссертации Алан Тёрнер заключил, что кости принадлежат отдельному таксону. Новые род и вид Shri devi описали в 2021 году Алан Тёрнер, Шейна Монтанари и Марк Норелл. Название дано в честь буддийского божества Шри Дэви, широко почитаемого в Монголии в качестве богини-защитницы.
Экземпляр ZPAL MgD-I/97, представленный частичным черепом и левой задней конечностью, был обнаружен в местонахождении Хульсан в 1970 году во время польско-монгольской палеонтологической экспедиции и первоначально отнесён к V. mongoliensis. В 2023 году польский палеонтолог Лукаш Чепиньский определил эти остатки как скелет Shri devi, основываясь на морфологии стопы.
В 2025 году французский палеонтолог Леа Мутриль и соавторы описали новый вид Shri rapax, который получил своё название от лат. rapacious, что отсылает к увеличенному серповидному когтю на первом пальце передней конечности. Сочленённый, почти полный скелет этого вида, вероятно, был обнаружен в местонахождении Ухаа-Толгод джадохтской свиты (кампан), откуда также предположительно происходит голотип Halszkaraptor escuilliei. Образец был незаконно добыт до 2010 года и впоследствии хранился в частных коллекциях в Японии и Англии. Позже его приобрела французская компания Eldonia, и в 2016 году череп и первые четыре сочленённых шейных позвонка были отправлены на сканирование в Королевский бельгийский институт естественных наук. Однако на момент описания образца в 2025 году местонахождение этих остатков неизвестно, и они считаются утраченными. В результате последующих переговоров оставшаяся часть скелета была возвращена в Институт палеонтологии Монгольской академии наук. Доступный материал, получивший каталожный номер MPC-D 102/117, включает большую часть позвоночника (шейный, грудной, крестцовый и хвостовой отделы) с ассоциированными рёбрами, обе грудины, полный набор гастралий, левую лопатку, оба коракоида, вилочку, полностью сохранившуюся правую переднюю конечность и кисть, целый тазовый пояс (включая правую и левую части), а также части обеих бедренных костей.

## Описание

### Shri devi
В 2016 году Рубен Молина-Перес и Асьер Ларраменди оценили длину тела голотипа Shri devi в 1,35 м при высоте в бедре 37 см и массе 5,2 кг.
В 2008 году Алан Тёрнер выделил три отличительные характеристики этого динозавра. У первого позвонка эпипофизы большие, а края заднего суставного отростка позвонка выступают вперёд. Первый и второй позвонки имеют по два вертикальных отростка с каждой стороны. Боковые стороны невральных дуг позвонков имеют шероховатость. В 2021 году исследователи определили ещё несколько особенностей, которые отличают Shri devi от велоцираптора. Четвёртый вертел бедренной кости развит слабо. Шейные позвонки спереди имеют глубокие выемки. На последних четырёх шейных позвонках эпипофизы имеют форму колец.
Однако есть и детальное сходство с велоцираптором. Передний край основной части лобковой кости имеет отчётливую выпуклость для крепления охватывающей мышцы (musculus ambiens). Вверху на переднем крае седалищной кости имеется бугорок. Седалищная кость имеет округлый продольный гребень.
Три характеристики, данные в 2008 году, были определены в 2021 году как аутапоморфии — уникальные характеристики, приобретённые в результате эволюции. Кроме того, плюсна пропорционально длиннее на 44 % от длины бедренной кости по сравнению с 35 % в образце велоцираптора IGM 100/986. Серповидный коготь на втором пальце ноги пропорционально больше и составляет 101 % от длины второй плюсневой кости по сравнению с 90 % в образцах велоцираптора IGM 100/982 и IGM 100/985.

### Shri rapax
В 2025 году Мутриль и соавторы отнесли S. rapax к роду Shri, основываясь на комплексе диагностических признаков. Характерными особенностями стали короткое предглазничное окно почти равных размеров в передне-заднем и верхне-нижнем направлениях, с резко скошенным вперёд и кверху нижним краем. Отличительными для рода чертами также послужили угловатая форма заднего края верхнечелюстного отверстия, наличие Z-образного шва между верхнечелюстной и скуловой костями, а также специфическое расположение последнего верхнечелюстного зуба — позади переднего конца шва между этими костями. Другими диагностическими критериями выступили бугорок на боковой поверхности тел некоторых шейных позвонков, вторичная плевроцель на первых двух спинных позвонках, расположенный ниже основного, и редуцированный либо полностью отсутствующий гребень на внутренней стороне подвздошной кости (antiliac shelf).
Мутриль и коллеги выделили ряд аутапоморфий Shri rapax. Среди них — наличие 11 шейных позвонков, причём тела позвонков середины шейного отдела имеют примерно равную длину, в отличие от Shri devi, где пятый шейный позвонок на 25 % длиннее шестого. Характерной чертой седьмого шейного позвонка является бугристость на боковой поверхности, расположенная за плевроцелью, тогда как у Shri devi подобные бугристости встречаются на большем числе позвонков и прилегают к краниальному межпозвонковому сочленению. Уникальным для нового вида оказалось наличие дополнительной плевроцели на последнем шейном позвонке, отсутствующей у родственной формы.
Особенности строения позвоночного столба включают слияние ямок (infraprezygapophyseal и infradiapophyseal fossae) на дуге последнего шейного позвонка в единую веретенообразную структуру, в отличие от чётко разделённых ямок у Shri devi. Эпипофизы у Shri rapax не продолжаются на спинные позвонки, тогда как у родственной формы они распространяются на самые передние спинные позвонки. На первых двух спинных позвонках обнаружена глубокая треугольная ямка ниже основных ямок невральной дуги — особенность, полностью отсутствующая у Shri devi. Дополнительные плевроцели на передних спинных позвонках представлены более крупными отверстиями, а их расположение относительно основных плевроцелей отличается как по размеру, так и по позиции. Гипапофизы передних спинных позвонков у Shri rapax более выражены и изогнуты вперёд по сравнению с родственным видом.
Строение конечностей и поясов также демонстрирует аутапоморфные черты. Дельтопекторальный гребень плечевой кости имеет низкую трапециевидную форму при боковом обзоре. Особого внимания заслуживает уникальное строение передних конечностей: первая пястная кость и первый палец очень массивные, шире, чем второй и третий пальцы вместе взятые — особенность, не встречающаяся у других паравесов. Серповидная когтевая фаланга первого пальца, измеренная по верхнему краю, более чем на 160 % длиннее, чем первая фаланга того же пальца, — ещё одна уникальная черта в этой группе.
Тазовый пояс демонстрирует отличия в угловых характеристиках: лобковая кость образует с подвздошной угол 135°, что значительно меньше, чем у Shri devi и Velociraptor mongoliensis (155—160°). Седалищная кость при боковом обзоре расходится с лобковой дистальнее запирательной впадины, в отличие от почти параллельного расположения у родственного вида. Её длина составляет 66 % от длины лобковой кости против примерно 50 % у Shri devi. Отсутствие седалищного бугра дистальнее лобковой ножки контрастирует с его наличием у Shri devi. Боковая поверхность седалищной кости имеет острую выемку, ограниченную сверху продольной впадиной — особенность, сближающая Shri rapax с V. mongoliensis и отличающая от Shri devi с её более округлым гребнем и отсутствием впадины. Запирательный отросток занимает менее половины длины кости (против двух третей у родственного вида) и имеет сигмовидный задний край при боковом обзоре, в отличие от прямого края у Shri devi. Ещё одной отличительной чертой является наличие дистальной разгибательной борозды (extensor sulcus) на бедренной кости, отсутствующей у близкородственного вида.

## Классификация
В своём описании Shri devi (2021 год) Тёрнер и коллеги использовали матрицу Theropod Working Group, чтобы определить филогенетическое положение этого вида внутри семейства дромеозаврид. Анализ показал, что Shri devi является сестринским таксоном по отношению к Velociraptor mongoliensis в составе подсемейства велоцирапторин. Мутриль и др. (2025), описывая Shri rapax, также обнаружили Shri в качестве сестринского таксона V. mongoliensis. Для анализа палеонтологи использовали большую матрицу теропод, впервые опубликованную в 2024 году Андреа Кау — одним из соавторов исследования. Результаты анализа отображены на кладограмме ниже:
|  | Adasaurus       |
|  |                 |
|  | Kuru            |
|  |                 |
|  | Luanchuanraptor |
|  |                 |
|  | Yurgovuchia     |
|  |                 |

|  | Velociraptor osmolskae                                  |
|  |                                                         |
|  | \| \| Tsaagan \| \| \| \| \| \| Linheraptor \| \| \| \| |
|  |                                                         |
|  | Tsaagan                                                 |
|  |                                                         |
|  | Linheraptor                                             |
|  |                                                         |

|  | Tsaagan     |
|  |             |
|  | Linheraptor |
|  |             |

|  | Velociraptor mongoliensis                                |
|  |                                                          |
|  | \| \| Shri devi \| \| \| \| \| \| Shri rapax \| \| \| \| |
|  |                                                          |
|  | Shri devi                                                |
|  |                                                          |
|  | Shri rapax                                               |
|  |                                                          |

|  | Shri devi  |
|  |            |
|  | Shri rapax |
|  |            |

|  | Velociraptor osmolskae                                  |
|  |                                                         |
|  | \| \| Tsaagan \| \| \| \| \| \| Linheraptor \| \| \| \| |
|  |                                                         |
|  | Tsaagan                                                 |
|  |                                                         |
|  | Linheraptor                                             |
|  |                                                         |

|  | Tsaagan     |
|  |             |
|  | Linheraptor |
|  |             |

|  | Velociraptor mongoliensis                                |
|  |                                                          |
|  | \| \| Shri devi \| \| \| \| \| \| Shri rapax \| \| \| \| |
|  |                                                          |
|  | Shri devi                                                |
|  |                                                          |
|  | Shri rapax                                               |
|  |                                                          |

|  | Shri devi  |
|  |            |
|  | Shri rapax |
|  |            |

|  | Adasaurus       |
|  |                 |
|  | Kuru            |
|  |                 |
|  | Luanchuanraptor |
|  |                 |
|  | Yurgovuchia     |
|  |                 |

|  | Velociraptor osmolskae                                  |
|  |                                                         |
|  | \| \| Tsaagan \| \| \| \| \| \| Linheraptor \| \| \| \| |
|  |                                                         |
|  | Tsaagan                                                 |
|  |                                                         |
|  | Linheraptor                                             |
|  |                                                         |

|  | Tsaagan     |
|  |             |
|  | Linheraptor |
|  |             |

|  | Velociraptor mongoliensis                                |
|  |                                                          |
|  | \| \| Shri devi \| \| \| \| \| \| Shri rapax \| \| \| \| |
|  |                                                          |
|  | Shri devi                                                |
|  |                                                          |
|  | Shri rapax                                               |
|  |                                                          |

|  | Shri devi  |
|  |            |
|  | Shri rapax |
|  |            |

|  | Velociraptor osmolskae                                  |
|  |                                                         |
|  | \| \| Tsaagan \| \| \| \| \| \| Linheraptor \| \| \| \| |
|  |                                                         |
|  | Tsaagan                                                 |
|  |                                                         |
|  | Linheraptor                                             |
|  |                                                         |

|  | Tsaagan     |
|  |             |
|  | Linheraptor |
|  |             |

|  | Velociraptor mongoliensis                                |
|  |                                                          |
|  | \| \| Shri devi \| \| \| \| \| \| Shri rapax \| \| \| \| |
|  |                                                          |
|  | Shri devi                                                |
|  |                                                          |
|  | Shri rapax                                               |
|  |                                                          |

|  | Shri devi  |
|  |            |
|  | Shri rapax |
|  |            |

|  | Adasaurus       |
|  |                 |
|  | Kuru            |
|  |                 |
|  | Luanchuanraptor |
|  |                 |
|  | Yurgovuchia     |
|  |                 |

|  | Velociraptor osmolskae                                  |
|  |                                                         |
|  | \| \| Tsaagan \| \| \| \| \| \| Linheraptor \| \| \| \| |
|  |                                                         |
|  | Tsaagan                                                 |
|  |                                                         |
|  | Linheraptor                                             |
|  |                                                         |

|  | Tsaagan     |
|  |             |
|  | Linheraptor |
|  |             |

|  | Velociraptor mongoliensis                                |
|  |                                                          |
|  | \| \| Shri devi \| \| \| \| \| \| Shri rapax \| \| \| \| |
|  |                                                          |
|  | Shri devi                                                |
|  |                                                          |
|  | Shri rapax                                               |
|  |                                                          |

|  | Shri devi  |
|  |            |
|  | Shri rapax |
|  |            |

|  | Velociraptor osmolskae                                  |
|  |                                                         |
|  | \| \| Tsaagan \| \| \| \| \| \| Linheraptor \| \| \| \| |
|  |                                                         |
|  | Tsaagan                                                 |
|  |                                                         |
|  | Linheraptor                                             |
|  |                                                         |

|  | Tsaagan     |
|  |             |
|  | Linheraptor |
|  |             |

|  | Velociraptor mongoliensis                                |
|  |                                                          |
|  | \| \| Shri devi \| \| \| \| \| \| Shri rapax \| \| \| \| |
|  |                                                          |
|  | Shri devi                                                |
|  |                                                          |
|  | Shri rapax                                               |
|  |                                                          |

|  | Shri devi  |
|  |            |
|  | Shri rapax |
|  |            |

|  | Adasaurus       |
|  |                 |
|  | Kuru            |
|  |                 |
|  | Luanchuanraptor |
|  |                 |
|  | Yurgovuchia     |
|  |                 |

|  | Velociraptor osmolskae                                  |
|  |                                                         |
|  | \| \| Tsaagan \| \| \| \| \| \| Linheraptor \| \| \| \| |
|  |                                                         |
|  | Tsaagan                                                 |
|  |                                                         |
|  | Linheraptor                                             |
|  |                                                         |

|  | Tsaagan     |
|  |             |
|  | Linheraptor |
|  |             |

|  | Velociraptor mongoliensis                                |
|  |                                                          |
|  | \| \| Shri devi \| \| \| \| \| \| Shri rapax \| \| \| \| |
|  |                                                          |
|  | Shri devi                                                |
|  |                                                          |
|  | Shri rapax                                               |
|  |                                                          |

|  | Shri devi  |
|  |            |
|  | Shri rapax |
|  |            |

|  | Velociraptor osmolskae                                  |
|  |                                                         |
|  | \| \| Tsaagan \| \| \| \| \| \| Linheraptor \| \| \| \| |
|  |                                                         |
|  | Tsaagan                                                 |
|  |                                                         |
|  | Linheraptor                                             |
|  |                                                         |

|  | Tsaagan     |
|  |             |
|  | Linheraptor |
|  |             |

|  | Velociraptor mongoliensis                                |
|  |                                                          |
|  | \| \| Shri devi \| \| \| \| \| \| Shri rapax \| \| \| \| |
|  |                                                          |
|  | Shri devi                                                |
|  |                                                          |
|  | Shri rapax                                               |
|  |                                                          |

|  | Shri devi  |
|  |            |
|  | Shri rapax |
|  |            |

## Палеобиология
Мутриль и др. (2025) предположили, что Shri rapax обладала большей силой укуса, чем велоцираптор, основываясь на пропорционально более толстой и короткой морде, более вытянутом назад зубном ряде и переплетённом шве между скуловой и верхнечелюстной костями. Когтевая фаланга на передних конечностях у Shri rapax была более крупной, чем у других велоцирапторин. Эти факторы указывают на разделение ниш между велоцирапторинами джадохтской свиты (Velociraptor, Shri и Tsaagan).